# Zaraza w Wielkopolsce (1568)
Zaraza w Wielkopolsce – epidemia nieznanej choroby (tzw. morowe powietrze), która miała miejsce w Wielkopolsce w 1568. 
Epidemia trwała od lipca do grudnia. Wybuchła na terenie Chwaliszewa (wówczas osady podmiejskiej Poznania) i zaatakowała okoliczne przedmieścia, a potem sam Poznań. Z czasem została zawleczona do innych miast, m.in.: Gniezna, Pyzdr, Środy Wielkopolskiej, Szamotuł, Rogoźna, Czarnkowa, a nawet Łobżenicy. Z Poznania zbiegła duża część władz miejskich, m.in. burmistrz Jan Rakwicz (zastępował go Maciej Jaczek), radcy miejscy Marcin Gelhor, Jan Baduński, Erazm Kamień, ławnicy i członkowie kapituły katedralnej. Akademia Lubrańskiego przerwała na czas zarazy działalność wykładową. Liczba ofiar nie jest znana.